# Ruffles and flourishes
I USA er ruffles and flourishes betegnelse for fanfarer, som spilles forud for ceremoniel musik for betydningsfulde personer.
Ruffles spilles på trommer, mens flourishes spilles på signalhorn. 
I stil med salutter, hvor mere betydningsfulde personer får flere skud, er der en rangordning, hvor de mest betydningsfulde, såsom USA's præsident, hædres med fire ruffles and flourishes, mens andre får færre.
| Musik | Spire Denne musikartikel er en spire som bør udbygges. Du er velkommen til at hjælpe Wikipedia ved at udvide den. |

| Militær | Spire Denne artikel om militær er en spire som bør udbygges. Du er velkommen til at hjælpe Wikipedia ved at udvide den. |